# Kakuda, Miyagi
Kakuda (角田市  Kakuda -shi) là một thành phố thuộc tỉnh Miyagi, Nhật Bản.